# Alojzy Trendel
Alojzy Trendel (ur. 1923 w Szmelcie, zm. 1998 w Gdańsku) – polski malarz, pedagog PWSSP w Gdańsku.

## Życiorys
Syn cieśli, potomek holenderskich osadników na Żuławach Wiślanych. 
Edukację artystyczną rozpoczął w okresie międzywojennym w Pomorskiej Szkole Sztuk Pięknych Wacława Szczeblewskiego w Gdyni, razem z m.in. R. Pietkiewiczem, K. Ostrowskim, J. Łakomiakiem. 
Studiował w Państwowej Wyższej Szkole Sztuk Plastycznych w Gdańsku (obecna nazwa uczelni od 1996 r. Akademia Sztuk Pięknych w Gdańsku), dyplom 1955 r. na Wydziale Malarstwa.
Pracował w latach 1950–1990 na uczelni jako starszy wykładowca na Wydziale Malarstwa,
następnie zatrudniony w Pracowni Podstaw Rysunku i Malarstwa na Wydziale Architektury i 
Wzornictwa.
W latach 1970–1975 przebywał w Afryce, w charakterze nauczyciela malarstwa i rysunku
w szkole w Conakry, jako jeden z wielu europejskich pedagogów ściągniętych przez 
ówczesny rząd Gwinei. 
W twórczości swej trwał przy realizmie, dążąc do daleko posuniętej zgodności z naturą.
Bardzo dbał o stronę estetyczną i warsztatową.
Warsztatem i precyzją wykonania dorównywał standardom dawnych mistrzów.
Jego dorobek artystyczny ilościowo jest skromny, są to głównie martwe natury,
kilka portretów (w tym wykonany w czasie pobytu w Afryce portret pani Ambasador Egiptu),
pejzaże, rysunki, szkice i parę grafik.
Znał kilka języków obcych. Był świetnym znawcą historii sztuki, koneserem muzyki poważnej.
Miał pokaźną fonotekę. 
Od początku lat sześćdziesiątych aż do śmierci mieszkał w swej pracowni 
na Głównym Mieście w Gdańsku, przy ul. Piwnej.
Jego grób znajduje się na starym cmentarzu w Rumi, w mieście gdzie mieszkała jego rodzina.